# You're So Good to Me
«You're So Good to Me» es una canción del grupo estadounidense The Beach Boys. Editada originalmente en Summer Days (and Summer Nights!!) de 1965, más tarde fue publicada como el lado B del sencillo "Sloop John B", lanzado por Capitol Records el 21 de marzo de 1966.

## Sencillo con Sloop John B
Se editó en sencillo como lado B de "Sloop John B" en 1966, este mismo corte llegó al puesto n.º 3 en los Estados Unidos. En el Reino Unido fue mejor, alcanzando el puesto n.º 2. En Nueva Zelanda el sencillo llegó al número uno, lo mismo ocurrió en Noruega, Alemania y Holanda. En Italia alcanzó el puesto n.º 11. En Canadá alcanzó el puesto n.º 5 y exactamente lo mismo ocurrió en Suecia.

## Publicaciones
"You're So Good to Me" apareció en el álbum de estudio Summer Days (and Summer Nights!!) de 1965, y en el primer álbum compilatorio del grupo Best of The Beach Boys en 1966, en los álbumes dobles Endless Summer de 1974, en 20 Golden Greats de 1976, en The Very Best of The Beach Boys de 1983, mucho más tarde fue compilada en The Warmth of the Sun de 2007, en Summer Dreams de 1990, en The Greatest Hits - Volume 2: 20 More Good Vibrations de 1999, en el álbum triple de Platinum Collection: Sounds of Summer Edition de 2005, en Fifty Big Ones: Greatest Hits de 2012 y en el box set Made in California de 2013.